# Rozsudky soudce Ooky
Rozsudky soudce Ooky je československá televizní (studiová) adaptace z roku 1988 s Miroslavem Donutilem v titulní roli. Dále hrají Stanislav Zindulka, Jaromír Dulava, Michal Suchánek, Libor Baselides a další. Režie se zhostil Eugen Sokolovský mladší. Scénář napsala Blanka Budínová na motivy knihy japonských pohádek sinoložky a překladatelky Věnceslavy (též Věny) Hrdličkové. Tato studiová pohádka vznikla v brněnské pobočce Československé televize.
Jde vlastně o sbírku příběhů z Óokova života (příjezd na nové působiště, několik soudních případů, pozvání k panu Ki), mezi nimiž se soudce (vždy neúspěšně) pokouší uvařit si čaj. Óoka je historická postava (Óoka Tadasuke). Soudce Óoku předchází pověst neúplatného a spravedlivého soudce.
Pohádka je vysílána ve dvou podobách:
- televizní film Rozsudky soudce Ooky (62 minut)
- čtyřdílný televizní seriál Rozsudky soudce Ooky: 1. Pomeranč a kachna (17 minut), 2. Výtržníci a poctivci (15 minut), 3. Kapsáři a falešný uhlíř (17 minut), 4. Hedvábí a slzy (16 minut)

## Ookovy výroky
(Reakce na nabídnutý dar-úplatek na přivítanou.)
- Dary si vyměňují pouze přátelé. Ale my jsme ještě neměli čas přátelství uzavřít...

(Na upozornění muže, který pohodil svého otce v lese a který se hájil tím, že neporušil žádný zákon slovy Zákon hovoří jasně!).
- Zákon hovoří vždycky jasně. Ale nikdy neříká všechno...